# Темнота наступает (фильм, 2003)
Темнота наступает (англ. Darkness Falls) — американо-австралийский фильм ужасов 2003 года. Режиссёрский дебют Джонатана Либесмана. Премьера фильма состоялась 24 января 2003 года.

## Сюжет

### Пролог
В давние времена в небольшом американском городке Даркнесс Фоллс проживала вдова Матильда Диксон, которая обожала всех городских детей. Матильда дарила детям золотые монеты, когда они теряли зуб, за что её прозвали «Зубная фея».
Случайный пожар в её доме ужасно изуродовал Матильде лицо, что послужило причиной крайней чувствительности к свету, и по этой причине она была вынуждена носить фарфоровую маску и на улицу выходить только ночью.
Хотя дети и обожали Матильду, взрослое население городка с подозрением относилось к несчастной женщине, и однажды, когда двое детей пропали без вести, местные жители поспешили обвинить Матильду, которую в итоге повесили. В свой смертный час женщина прокляла город.
На следующий день после казни, сами собой обнаружились дети, а старуха с тех пор стала проклятьем городка. Одним из первых с этим столкнулся юный Кайл Уолш, за жизнью которого пришла «Зубная фея», но, вместо этого, убившая его мать (Кайл спасся в ярко освещённой ванне — «Зубная фея» панически боится яркого света). «Зубная фея» ушла, но она никого не оставляет в живых из тех, кто увидел её лицо.

### Основная часть
Прошло 12 лет, Кайл вырос и всё ещё ярко помнит события детства. Он всячески пытается избегать темноты и пытается находиться в более-менее освещённом месте. С Кайлом вскоре связывается его первая любовь, подруга детства Кэтлин, которая просит помочь её малолетнему брату, имеющему точно такие страхи, как и сам Кайл в детстве. Кайл возвращается в родной городок, где уже свирепствует «Зубная фея».

## В ролях
| Актёр                               | Роль               |
| ----------------------------------- | ------------------ |
| Чейни Кли                           | Кайл Уолш          |
| Эмма Коулфилд                       | Кэтлин Грин        |
| Ли Корми                            | Майкл Грин         |
| Грант Пиро                          | Ларри Флейшман     |
| Салливан Стэплтон                   | офицер Мэтт Генри  |
| Стив Музакис                        | доктор Питер Мёрфи |
| Питер Куртин                        | доктор Трэвис      |
| Эмили Браунинг                      | юная Кэтлин Грин   |
| Энтони Берроуз (в титрах не указан) | Матильда Диксон    |

## Отзывы
Фильм получил негативные отзывы кинокритиков. На сайте Rotten Tomatoes у картины 9 % положительных рецензий на основе 127.